# 2019年のナショナルリーグチャンピオンシップシリーズ
2019年の野球において、メジャーリーグベースボール（MLB）のポストシーズンは10月1日に開幕した。ナショナルリーグの第50回リーグチャンピオンシップシリーズ（英語: 50th National League Championship Series、以下「リーグ優勝決定戦」と表記）は、11日から15日にかけて計4試合が開催された。その結果、ワシントン・ナショナルズ（東地区）がセントルイス・カージナルス（中地区）を4勝0敗で下し、球団創設51年目で初のリーグ優勝およびワールドシリーズ進出を果たした。
両球団がポストシーズンで対戦するのは、2012年の地区シリーズ以来7年ぶり2度目。ナショナルズは、38年前の前回リーグ優勝決定戦出場時はカナダのケベック州モントリオールを本拠地都市とする "モントリオール・エクスポズ" として活動しており、アメリカ合衆国の首都ワシントンD.C.へ移転してナショナルズとなってからは今回が15年目での初出場だった。ナショナルズのリーグ初制覇により、リーグ優勝未経験の球団は全30球団中シアトル・マリナーズのみとなった。ポストシーズンの7戦4勝制シリーズにおいて、全試合で先制したあと同点にされることすらなく勝利し、初戦から4連勝の "スウィープ" でシリーズを制したのは、1966年ワールドシリーズでのボルチモア・オリオールズ以来ナショナルズが史上2球団目である。シリーズMVPには、第3戦で2打席連続の適時二塁打を放ち3打点を挙げるなど、4試合で打率.333・4打点・OPS 1.012を記録したナショナルズのハウィー・ケンドリックが選出された。このあとナショナルズは、ワールドシリーズでもアメリカンリーグ王者ヒューストン・アストロズを4勝3敗で下して初優勝を成し遂げた。
今シリーズの冠スポンサーは、自動車保険会社のGEICOが務める。したがって大会名はナショナルリーグチャンピオンシップシリーズ presented by GEICO（英語: National League Championship Series presented by GEICO）となる。

## 両チームの2019年
10月9日、まず先に行われた試合でカージナルス（中地区優勝）が、そのあとの試合ではナショナルズ（東地区2位＝第1ワイルドカード）が、それぞれ地区シリーズ突破を決めてリーグ優勝決定戦へ駒を進めた。
カージナルスは2018年、88勝74敗の地区3位でポストシーズンに届かず。オフには1年前からの課題だった打線の強化策として、ポール・ゴールドシュミットを獲得した。2019年は3・4月で19勝10敗と好調な滑り出しも、5月にはゴールドシュミットが打撃の調子を落とし、チームも月間9勝18敗で勝率5割に戻る。前半戦もそのまま44勝44敗の地区3位で終えたが、中地区は全5球団が4.5ゲーム差内にひしめく混戦で、カージナルスも首位シカゴ・カブスとのゲーム差を2.0にとどめていた。後半戦に入ると調子が上向き、7月17日からの10試合で9勝を挙げて地区単独首位へ浮上する。同月31日までのトレード期間中は補強に動かなかったものの、8月以降も勝ち星を積み重ねた。9月19日からは3.0ゲーム差の2位カブスに敵地で4連勝してポストシーズン進出を確定させ、その後ミルウォーキー・ブルワーズの追撃もかわしてレギュラーシーズン最終戦で地区優勝を決めた。平均得点4.72はリーグ10位、防御率3.82はリーグ2位。若手のジャック・フレアティやダコタ・ハドソンが先発ローテーションに定着して好投し、野手もセンターラインを中心に好守で失点を防いだ。特に守備は監督のマイク・シルトが重点的強化を図ったところであり、ゴールドシュミットも打撃では期待を下回ったが、一塁で守備力向上に寄与した。地区シリーズではアトランタ・ブレーブスを3勝2敗で下した。
ナショナルズは2018年、82勝80敗の地区2位でポストシーズン進出を逃した。オフには中心打者ブライス・ハーパーがFAとなったが、ナショナルズは10年契約のオファーを断られると、代わりに先発投手のパトリック・コービンやアニバル・サンチェス、捕手のヤン・ゴームズやカート・スズキなどを加えた。2019年は開幕から5月23日までの50試合で19勝31敗と大きく負け越し、7月31日のトレード期限までに主力選手を他球団へ放出するのではとも囁かれた。しかしそこから巻き返して前半戦終了時には47勝42敗とし、地区2位・ワイルドカード争い首位につけた。トレード期限までには、防御率が6点近くでリーグ最低の救援投手陣にダニエル・ハドソンらを補強した。後半戦は勝率をさらに上げたものの、地区首位ブレーブスに追いつくことはできず。ただワイルドカード争いの首位は守り、9月24日にポストシーズン進出を確定させた。平均得点5.39はリーグ2位、防御率4.28はリーグ8位。打線はアンソニー・レンドンとフアン・ソトを中心に得点を重ね、投手陣は救援の弱さをスティーブン・ストラスバーグやコービンら先発陣が補った。5月24日からの112試合は74勝38敗で、この期間に限ればロサンゼルス・ドジャースと並ぶリーグ最高勝率だった。ワイルドカードゲームでブルワーズ相手に4－3の逆転勝利を収めると、地区シリーズではドジャースを3勝2敗で下した。
リーグ優勝決定戦の第1・2・6・7戦を本拠地で開催できる "ホームフィールド・アドバンテージ" は、地区優勝球団どうしが対戦する場合はレギュラーシーズンの勝率がより高いほうの球団に、地区優勝球団とワイルドカード球団が対戦する場合は地区優勝球団に与えられる。したがって今シリーズでは、カージナルスがアドバンテージを得る。この年のレギュラーシーズンでは両球団は7試合対戦し、カージナルスが5勝2敗と勝ち越していた。

## ロースター
両チームの出場選手登録（ロースター）は以下の通り。
- 名前の横の★はこの年のオールスターゲームに選出された選手を、＃はレギュラーシーズン開幕後に入団した選手を示す。
- 年齢は今シリーズ開幕時点でのもの。

| セントルイス・カージナルス | セントルイス・カージナルス | セントルイス・カージナルス | セントルイス・カージナルス | セントルイス・カージナルス | セントルイス・カージナルス | セントルイス・カージナルス | ワシントン・ナショナルズ | ワシントン・ナショナルズ | ワシントン・ナショナルズ | ワシントン・ナショナルズ     | ワシントン・ナショナルズ | ワシントン・ナショナルズ | ワシントン・ナショナルズ |
| 守備位置                   | 背番号                     | 出身                       | 選手                       | 投                         | 打                         | 年齢                       | 守備位置                 | 背番号                   | 出身                     | 選手                         | 投                       | 打                       | 年齢                     |
| -------------------------- | -------------------------- | -------------------------- | -------------------------- | -------------------------- | -------------------------- | -------------------------- | ------------------------ | ------------------------ | ------------------------ | ---------------------------- | ------------------------ | ------------------------ | ------------------------ |
| 投手                       | 60                         | アメリカ合衆国の旗         | ジョン・ブレッビア         | 右                         | 左                         | 29                         | 投手                     | 46                       | アメリカ合衆国の旗       | パトリック・コービン         | 左                       | 左                       | 30                       |
| 投手                       | 61                         | ドミニカ共和国の旗         | ヘネシス・カブレラ         | 左                         | 左                         | 23                         | 投手                     | 63                       | アメリカ合衆国の旗       | ショーン・ドゥーリトル       | 左                       | 左                       | 33                       |
| 投手                       | 22                         | アメリカ合衆国の旗         | ジャック・フレアティ       | 右                         | 右                         | 23                         | 投手                     | 29                       | キューバの旗             | ロエニス・エリアス＃         | 左                       | 左                       | 31                       |
| 投手                       | 65                         | メキシコの旗               | ジオバニー・ガジェゴス     | 右                         | 右                         | 28                         | 投手                     | 48                       | アメリカ合衆国の旗       | ハビー・ゲラ＃               | 右                       | 右                       | 33                       |
| 投手                       | 56                         | アメリカ合衆国の旗         | ライアン・ヘルズリー       | 右                         | 右                         | 25                         | 投手                     | 44                       | アメリカ合衆国の旗       | ダニエル・ハドソン＃[※]      | 右                       | 右                       | 32                       |
| 投手                       | 43                         | アメリカ合衆国の旗         | ダコタ・ハドソン           | 右                         | 右                         | 25                         | 投手                     | 21                       | アメリカ合衆国の旗       | タナー・レイニー             | 右                       | 右                       | 26                       |
| 投手                       | 18                         | ドミニカ共和国の旗         | カルロス・マルティネス     | 右                         | 右                         | 28                         | 投手                     | 56                       | ドミニカ共和国の旗       | フェルナンド・ロドニー＃     | 右                       | 右                       | 42                       |
| 投手                       | 39                         | アメリカ合衆国の旗         | マイルズ・マイコラス       | 右                         | 右                         | 31                         | 投手                     | 19                       | ベネズエラの旗           | アニバル・サンチェス         | 右                       | 右                       | 35                       |
| 投手                       | 21                         | アメリカ合衆国の旗         | アンドリュー・ミラー       | 左                         | 左                         | 34                         | 投手                     | 31                       | アメリカ合衆国の旗       | マックス・シャーザー★        | 右                       | 右                       | 35                       |
| 投手                       | 62                         | アメリカ合衆国の旗         | ダニエル・ポンセデレオン   | 右                         | 右                         | 27                         | 投手                     | 37                       | アメリカ合衆国の旗       | スティーブン・ストラスバーグ | 右                       | 右                       | 31                       |
| 投手                       | 50                         | アメリカ合衆国の旗         | アダム・ウェインライト     | 右                         | 右                         | 38                         | 投手                     | 51                       | ドミニカ共和国の旗       | ワンダー・スエロ[※]          | 右                       | 右                       | 28                       |
| 投手                       | 30                         | アメリカ合衆国の旗         | タイラー・ウェブ           | 左                         | 左                         | 29                         | 投手                     | 50                       | アメリカ合衆国の旗       | オースティン・ボス           | 右                       | 右                       | 27                       |
| 捕手                       | 4                          | プエルトリコの旗           | ヤディアー・モリーナ       | 右                         | 右                         | 37                         | 捕手                     | 10                       | ブラジルの旗             | ヤン・ゴームズ               | 右                       | 右                       | 32                       |
| 捕手                       | 32                         | アメリカ合衆国の旗         | マット・ウィータース       | 右                         | 両                         | 33                         | 捕手                     | 28                       | アメリカ合衆国の旗       | カート・スズキ               | 右                       | 右                       | 36                       |
| 内野手                     | 13                         | アメリカ合衆国の旗         | マット・カーペンター       | 右                         | 左                         | 33                         | 内野手                   | 15                       | アメリカ合衆国の旗       | マット・アダムス             | 右                       | 左                       | 31                       |
| 内野手                     | 12                         | アメリカ合衆国の旗         | ポール・デヨング★          | 右                         | 右                         | 26                         | 内野手                   | 13                       | ベネズエラの旗           | アズドルバル・カブレラ＃     | 右                       | 両                       | 33                       |
| 内野手                     | 19                         | アメリカ合衆国の旗         | トミー・エドマン           | 右                         | 両                         | 24                         | 内野手                   | 9                        | アメリカ合衆国の旗       | ブライアン・ドージャー       | 右                       | 右                       | 32                       |
| 内野手                     | 46                         | アメリカ合衆国の旗         | ポール・ゴールドシュミット | 右                         | 右                         | 32                         | 内野手                   | 47                       | アメリカ合衆国の旗       | ハウィー・ケンドリック       | 右                       | 右                       | 36                       |
| 内野手                     | 34                         | ドミニカ共和国の旗         | ジャイロ・ムニョス         | 右                         | 右                         | 24                         | 内野手                   | 6                        | アメリカ合衆国の旗       | アンソニー・レンドン★        | 右                       | 右                       | 29                       |
| 内野手                     | 16                         | アメリカ合衆国の旗         | コルテン・ウォン           | 右                         | 左                         | 29                         | 内野手                   | 7                        | アメリカ合衆国の旗       | トレイ・ターナー             | 右                       | 右                       | 26                       |
| 外野手                     | 66                         | キューバの旗               | ランディ・アロサレーナ     | 右                         | 右                         | 24                         | 内野手                   | 11                       | アメリカ合衆国の旗       | ライアン・ジマーマン         | 右                       | 右                       | 35                       |
| 外野手                     | 48                         | アメリカ合衆国の旗         | ハリソン・ベイダー         | 右                         | 右                         | 25                         | 外野手                   | 2                        | アメリカ合衆国の旗       | アダム・イートン             | 左                       | 左                       | 30                       |
| 外野手                     | 25                         | アメリカ合衆国の旗         | デクスター・ファウラー     | 右                         | 両                         | 33                         | 外野手                   | 88                       | ベネズエラの旗           | ジェラルド・パーラ＃         | 左                       | 左                       | 32                       |
| 外野手                     | 38                         | ベネズエラの旗             | ホセ・マルティネス         | 右                         | 右                         | 31                         | 外野手                   | 16                       | ドミニカ共和国の旗       | ビクター・ロブレス           | 右                       | 右                       | 22                       |
| 外野手                     | 23                         | ドミニカ共和国の旗         | マーセル・オズナ           | 右                         | 右                         | 28                         | 外野手                   | 22                       | ドミニカ共和国の旗       | フアン・ソト                 | 左                       | 左                       | 20                       |
|                            |                            |                            |                            |                            |                            |                            | 外野手                   | 3                        | アメリカ合衆国の旗       | マイケル・テイラー           | 右                       | 右                       | 28                       |

※  Dan・ハドソンが妻の第3子出産に立ち会うため父親産休リストに入り第1戦を欠場、その試合のみスエロが代わりにロースター入りした。
地区シリーズのロースターからは、カージナルスは変更はない。これに対しナショナルズは救援投手をふたり入れ替え、ハンター・ストリックランドとワンダー・スエロを外してロエニス・エリアスとハビー・ゲラを登録した。地区シリーズでは、ストリックランドは2試合2.0イニングで3被本塁打・4失点、スエロは1試合0.1イニングで1失点だった。エリアスは左投手でありながら対右打者も苦にしないことが、ゲラはロングリリーフをこなせることが、それぞれ評価されてロースター入りした。
ただスエロは、こうしていったんロースターを外れたあと、第1戦を前に改めてロースター入りした。というのも、チームの抑え投手であるダニエル・ハドソンが、妻の第3子出産に立ち会うために父親産休リストに入り、スエロがその代役となったためである。父親産休リストは2011年に制度化されたもので、選手は最大3日間の休暇取得を認められ、その間に限りチームは代役の選手を補充することができる。ポストシーズンでこの制度を利用するのはDan・ハドソンが初めてである。ポストシーズンよりも家庭を優先させたDan・ハドソンと球団の方針について、世間には否定的な意見も一部にあったものの、概ね好意的に捉えられた。Dan・ハドソンは誹謗中傷に耐えかねて自身のTwitterアカウントを2016年に閉鎖した経験があり、今回の父親産休リスト入りに対してTwitterで支持があふれたことはいい意味で意外だったという。

## 試合結果
2019年のナショナルリーグ優勝決定戦は10月11日に開幕し、途中に移動日を挟んで5日間で4試合が行われた。日程・結果は以下の通り。
| 日付                                                          | 試合  | ビジター球団（先攻）       | スコア | ホーム球団（後攻）         | 開催球場             | 開催球場                                    |
| ------------------------------------------------------------- | ----- | -------------------------- | ------ | -------------------------- | -------------------- | ------------------------------------------- |
| 10月11日（金）                                                | 第1戦 | ワシントン・ナショナルズ   | 2－0   | セントルイス・カージナルス | ブッシュ・スタジアム | ブッシュ・スタジアムナショナルズ・ · パーク |
| 10月12日（土）                                                | 第2戦 | ワシントン・ナショナルズ   | 3－1   | セントルイス・カージナルス | ブッシュ・スタジアム | ブッシュ・スタジアムナショナルズ・ · パーク |
| 10月13日（日）                                                |       | 移動日                     | 移動日 | 移動日                     |                      | ブッシュ・スタジアムナショナルズ・ · パーク |
| 10月14日（月）                                                | 第3戦 | セントルイス・カージナルス | 1－8   | ワシントン・ナショナルズ   | ナショナルズ・パーク | ブッシュ・スタジアムナショナルズ・ · パーク |
| 10月15日（火）                                                | 第4戦 | セントルイス・カージナルス | 4－7   | ワシントン・ナショナルズ   | ナショナルズ・パーク | ブッシュ・スタジアムナショナルズ・ · パーク |
| 優勝：ワシントン・ナショナルズ（4勝0敗 / 球団創設51年目で初） |       |                            |        |                            |                      | ブッシュ・スタジアムナショナルズ・ · パーク |

### 第1戦 10月11日
- ブッシュ・スタジアム（ミズーリ州セントルイス）

|                            | 1 | 2 | 3 | 4 | 5 | 6 | 7 | 8 | 9 | R | H  | E |
| -------------------------- | - | - | - | - | - | - | - | - | - | - | -- | - |
| ワシントン・ナショナルズ   | 0 | 1 | 0 | 0 | 0 | 0 | 1 | 0 | 0 | 2 | 10 | 1 |
| セントルイス・カージナルス | 0 | 0 | 0 | 0 | 0 | 0 | 0 | 0 | 0 | 0 | 1  | 0 |

1. 勝利：アニバル・サンチェス（1勝）
2. セーブ：ショーン・ドゥーリトル（1S）
3. 敗戦：マイルズ・マイコラス（1敗）
4. 審判
［球審］マイク・ムフリンスキー
［塁審］一塁: クリス・コンロイ、二塁: ビル・ミラー、三塁: フィル・クッツィ
［外審］左翼: チャド・フェアチャイルド、右翼: フィールディン・カルブレス
5. 試合開始時刻: 中部夏時間（UTC-5）午後7時8分  試合時間: 3時間24分  観客: 4万5075人  気温: 45°F（7.2°C）
詳細: MLB.com Gameday / ESPN.com / Baseball-Reference.com / Fangraphs

| ワシントン・ナショナルズ | ワシントン・ナショナルズ | ワシントン・ナショナルズ | ワシントン・ナショナルズ | ワシントン・ナショナルズ                                                                                | セントルイス・カージナルス | セントルイス・カージナルス | セントルイス・カージナルス | セントルイス・カージナルス | セントルイス・カージナルス                                                                                              |
| ------------------------ | ------------------------ | ------------------------ | ------------------------ | --- | -------------------------- | -------------------------- | -------------------------- | -------------------------- | --- |
| 打順                     | 守備                     | 選手                     | 打席                     | A・サンチェスY・ゴームズR・ジマーマンH・ケンドリックA・レンドンT・ターナーJ・ソトM・テイラーA・イートン | 打順                       | 守備                       | 選手                       | 打席                       | M・マイコラスY・モリーナP・ゴールド · シュミットK・ウォンM・カーペン · ターP・デヨングM・オズナD・ファウラーT・エドマン |
| 1                        | 遊                       | T・ターナー              | 右                       | A・サンチェスY・ゴームズR・ジマーマンH・ケンドリックA・レンドンT・ターナーJ・ソトM・テイラーA・イートン | 1                          | 中                         | D・ファウラー              | 両                         | M・マイコラスY・モリーナP・ゴールド · シュミットK・ウォンM・カーペン · ターP・デヨングM・オズナD・ファウラーT・エドマン |
| 2                        | 右                       | A・イートン              | 左                       | A・サンチェスY・ゴームズR・ジマーマンH・ケンドリックA・レンドンT・ターナーJ・ソトM・テイラーA・イートン | 2                          | 二                         | K・ウォン                  | 左                         | M・マイコラスY・モリーナP・ゴールド · シュミットK・ウォンM・カーペン · ターP・デヨングM・オズナD・ファウラーT・エドマン |
| 3                        | 三                       | A・レンドン              | 右                       | A・サンチェスY・ゴームズR・ジマーマンH・ケンドリックA・レンドンT・ターナーJ・ソトM・テイラーA・イートン | 3                          | 一                         | P・ゴールドシュミット      | 右                         | M・マイコラスY・モリーナP・ゴールド · シュミットK・ウォンM・カーペン · ターP・デヨングM・オズナD・ファウラーT・エドマン |
| 4                        | 左                       | J・ソト                  | 左                       | A・サンチェスY・ゴームズR・ジマーマンH・ケンドリックA・レンドンT・ターナーJ・ソトM・テイラーA・イートン | 4                          | 左                         | M・オズナ                  | 右                         | M・マイコラスY・モリーナP・ゴールド · シュミットK・ウォンM・カーペン · ターP・デヨングM・オズナD・ファウラーT・エドマン |
| 5                        | 二                       | H・ケンドリック          | 右                       | A・サンチェスY・ゴームズR・ジマーマンH・ケンドリックA・レンドンT・ターナーJ・ソトM・テイラーA・イートン | 5                          | 捕                         | Y・モリーナ                | 右                         | M・マイコラスY・モリーナP・ゴールド · シュミットK・ウォンM・カーペン · ターP・デヨングM・オズナD・ファウラーT・エドマン |
| 6                        | 一                       | R・ジマーマン            | 右                       | A・サンチェスY・ゴームズR・ジマーマンH・ケンドリックA・レンドンT・ターナーJ・ソトM・テイラーA・イートン | 6                          | 三                         | M・カーペンター            | 左                         | M・マイコラスY・モリーナP・ゴールド · シュミットK・ウォンM・カーペン · ターP・デヨングM・オズナD・ファウラーT・エドマン |
| 7                        | 中                       | M・テイラー              | 右                       | A・サンチェスY・ゴームズR・ジマーマンH・ケンドリックA・レンドンT・ターナーJ・ソトM・テイラーA・イートン | 7                          | 右                         | T・エドマン                | 両                         | M・マイコラスY・モリーナP・ゴールド · シュミットK・ウォンM・カーペン · ターP・デヨングM・オズナD・ファウラーT・エドマン |
| 8                        | 捕                       | Y・ゴームズ              | 右                       | A・サンチェスY・ゴームズR・ジマーマンH・ケンドリックA・レンドンT・ターナーJ・ソトM・テイラーA・イートン | 8                          | 遊                         | P・デヨング                | 右                         | M・マイコラスY・モリーナP・ゴールド · シュミットK・ウォンM・カーペン · ターP・デヨングM・オズナD・ファウラーT・エドマン |
| 9                        | 投                       | A・サンチェス            | 右                       | A・サンチェスY・ゴームズR・ジマーマンH・ケンドリックA・レンドンT・ターナーJ・ソトM・テイラーA・イートン | 9                          | 投                         | M・マイコラス              | 右                         | M・マイコラスY・モリーナP・ゴールド · シュミットK・ウォンM・カーペン · ターP・デヨングM・オズナD・ファウラーT・エドマン |
| 先発投手                 | 先発投手                 | 先発投手                 | 投球                     | A・サンチェスY・ゴームズR・ジマーマンH・ケンドリックA・レンドンT・ターナーJ・ソトM・テイラーA・イートン | 先発投手                   | 先発投手                   | 先発投手                   | 投球                       | M・マイコラスY・モリーナP・ゴールド · シュミットK・ウォンM・カーペン · ターP・デヨングM・オズナD・ファウラーT・エドマン |
| A・サンチェス            | A・サンチェス            | A・サンチェス            | 右                       | A・サンチェスY・ゴームズR・ジマーマンH・ケンドリックA・レンドンT・ターナーJ・ソトM・テイラーA・イートン | M・マイコラス              | M・マイコラス              | M・マイコラス              | 右                         | M・マイコラスY・モリーナP・ゴールド · シュミットK・ウォンM・カーペン · ターP・デヨングM・オズナD・ファウラーT・エドマン |

### 第2戦 10月12日
- ブッシュ・スタジアム（ミズーリ州セントルイス）

|                            | 1 | 2 | 3 | 4 | 5 | 6 | 7 | 8 | 9 | R | H | E |
| -------------------------- | - | - | - | - | - | - | - | - | - | - | - | - |
| ワシントン・ナショナルズ   | 0 | 0 | 1 | 0 | 0 | 0 | 0 | 2 | 0 | 3 | 7 | 0 |
| セントルイス・カージナルス | 0 | 0 | 0 | 0 | 0 | 0 | 0 | 1 | 0 | 1 | 3 | 0 |

1. 勝利：マックス・シャーザー（1勝）
2. セーブ：ダニエル・ハドソン（1S）
3. 敗戦：アダム・ウェインライト（1敗）
4. 本塁打
WAS：マイケル・テイラー1号ソロ
5. 審判
［球審］クリス・コンロイ
［塁審］一塁: ビル・ミラー、二塁: フィル・クッツィ、三塁: チャド・フェアチャイルド
［外審］左翼: フィールディン・カルブレス、右翼: マイク・ムフリンスキー
6. 試合開始時刻: 中部夏時間（UTC-5）午後3時10分  試合時間: 2時間53分  観客: 4万6458人  気温: 59°F（15°C）
詳細: MLB.com Gameday / ESPN.com / Baseball-Reference.com / Fangraphs

| ワシントン・ナショナルズ | ワシントン・ナショナルズ | ワシントン・ナショナルズ | ワシントン・ナショナルズ | ワシントン・ナショナルズ                                                                              | セントルイス・カージナルス | セントルイス・カージナルス | セントルイス・カージナルス | セントルイス・カージナルス | セントルイス・カージナルス                                                                                                  |
| ------------------------ | ------------------------ | ------------------------ | ------------------------ | --- | -------------------------- | -------------------------- | -------------------------- | -------------------------- | --- |
| 打順                     | 守備                     | 選手                     | 打席                     | M・シャーザーK・スズキR・ジマーマンH・ケンドリックA・レンドンT・ターナーJ・ソトM・テイラーA・イートン | 打順                       | 守備                       | 選手                       | 打席                       | A・ウェインライトY・モリーナP・ゴールド · シュミットK・ウォンM・カーペン · ターP・デヨングM・オズナD・ファウラーT・エドマン |
| 1                        | 遊                       | T・ターナー              | 右                       | M・シャーザーK・スズキR・ジマーマンH・ケンドリックA・レンドンT・ターナーJ・ソトM・テイラーA・イートン | 1                          | 中                         | D・ファウラー              | 両                         | A・ウェインライトY・モリーナP・ゴールド · シュミットK・ウォンM・カーペン · ターP・デヨングM・オズナD・ファウラーT・エドマン |
| 2                        | 右                       | A・イートン              | 左                       | M・シャーザーK・スズキR・ジマーマンH・ケンドリックA・レンドンT・ターナーJ・ソトM・テイラーA・イートン | 2                          | 二                         | K・ウォン                  | 左                         | A・ウェインライトY・モリーナP・ゴールド · シュミットK・ウォンM・カーペン · ターP・デヨングM・オズナD・ファウラーT・エドマン |
| 3                        | 三                       | A・レンドン              | 右                       | M・シャーザーK・スズキR・ジマーマンH・ケンドリックA・レンドンT・ターナーJ・ソトM・テイラーA・イートン | 3                          | 一                         | P・ゴールドシュミット      | 右                         | A・ウェインライトY・モリーナP・ゴールド · シュミットK・ウォンM・カーペン · ターP・デヨングM・オズナD・ファウラーT・エドマン |
| 4                        | 左                       | J・ソト                  | 左                       | M・シャーザーK・スズキR・ジマーマンH・ケンドリックA・レンドンT・ターナーJ・ソトM・テイラーA・イートン | 4                          | 左                         | M・オズナ                  | 右                         | A・ウェインライトY・モリーナP・ゴールド · シュミットK・ウォンM・カーペン · ターP・デヨングM・オズナD・ファウラーT・エドマン |
| 5                        | 二                       | H・ケンドリック          | 右                       | M・シャーザーK・スズキR・ジマーマンH・ケンドリックA・レンドンT・ターナーJ・ソトM・テイラーA・イートン | 5                          | 捕                         | Y・モリーナ                | 右                         | A・ウェインライトY・モリーナP・ゴールド · シュミットK・ウォンM・カーペン · ターP・デヨングM・オズナD・ファウラーT・エドマン |
| 6                        | 一                       | R・ジマーマン            | 右                       | M・シャーザーK・スズキR・ジマーマンH・ケンドリックA・レンドンT・ターナーJ・ソトM・テイラーA・イートン | 6                          | 三                         | M・カーペンター            | 左                         | A・ウェインライトY・モリーナP・ゴールド · シュミットK・ウォンM・カーペン · ターP・デヨングM・オズナD・ファウラーT・エドマン |
| 7                        | 捕                       | K・スズキ                | 右                       | M・シャーザーK・スズキR・ジマーマンH・ケンドリックA・レンドンT・ターナーJ・ソトM・テイラーA・イートン | 7                          | 右                         | T・エドマン                | 両                         | A・ウェインライトY・モリーナP・ゴールド · シュミットK・ウォンM・カーペン · ターP・デヨングM・オズナD・ファウラーT・エドマン |
| 8                        | 中                       | M・テイラー              | 右                       | M・シャーザーK・スズキR・ジマーマンH・ケンドリックA・レンドンT・ターナーJ・ソトM・テイラーA・イートン | 8                          | 遊                         | P・デヨング                | 右                         | A・ウェインライトY・モリーナP・ゴールド · シュミットK・ウォンM・カーペン · ターP・デヨングM・オズナD・ファウラーT・エドマン |
| 9                        | 投                       | M・シャーザー            | 右                       | M・シャーザーK・スズキR・ジマーマンH・ケンドリックA・レンドンT・ターナーJ・ソトM・テイラーA・イートン | 9                          | 投                         | A・ウェインライト          | 右                         | A・ウェインライトY・モリーナP・ゴールド · シュミットK・ウォンM・カーペン · ターP・デヨングM・オズナD・ファウラーT・エドマン |
| 先発投手                 | 先発投手                 | 先発投手                 | 投球                     | M・シャーザーK・スズキR・ジマーマンH・ケンドリックA・レンドンT・ターナーJ・ソトM・テイラーA・イートン | 先発投手                   | 先発投手                   | 先発投手                   | 投球                       | A・ウェインライトY・モリーナP・ゴールド · シュミットK・ウォンM・カーペン · ターP・デヨングM・オズナD・ファウラーT・エドマン |
| M・シャーザー            | M・シャーザー            | M・シャーザー            | 右                       | M・シャーザーK・スズキR・ジマーマンH・ケンドリックA・レンドンT・ターナーJ・ソトM・テイラーA・イートン | A・ウェインライト          | A・ウェインライト          | A・ウェインライト          | 右                         | A・ウェインライトY・モリーナP・ゴールド · シュミットK・ウォンM・カーペン · ターP・デヨングM・オズナD・ファウラーT・エドマン |

### 第3戦 10月14日
- ナショナルズ・パーク（ワシントンD.C.）

|                            | 1 | 2 | 3 | 4 | 5 | 6 | 7 | 8 | 9 | R | H  | E |
| -------------------------- | - | - | - | - | - | - | - | - | - | - | -- | - |
| セントルイス・カージナルス | 0 | 0 | 0 | 0 | 0 | 0 | 1 | 0 | 0 | 1 | 7  | 0 |
| ワシントン・ナショナルズ   | 0 | 0 | 4 | 0 | 2 | 1 | 1 | 0 | X | 8 | 11 | 1 |

1. 勝利：スティーブン・ストラスバーグ（1勝）
2. 敗戦：ジャック・フレアティ（1敗）
3. 本塁打
WAS：ビクター・ロブレス1号ソロ
4. 審判
［球審］ビル・ミラー
［塁審］一塁: フィル・クッツィ、二塁: チャド・フェアチャイルド、三塁: フィールディン・カルブレス
［外審］左翼: クリス・グッチオーネ、右翼: クリス・コンロイ
5. 試合開始時刻: 東部夏時間（UTC-4）午後7時39分  試合時間: 3時間26分  観客: 4万3675人  気温: 71°F（21.7°C）
詳細: MLB.com Gameday / ESPN.com / Baseball-Reference.com / Fangraphs

| セントルイス・カージナルス | セントルイス・カージナルス | セントルイス・カージナルス | セントルイス・カージナルス | セントルイス・カージナルス                                                                                           | ワシントン・ナショナルズ | ワシントン・ナショナルズ | ワシントン・ナショナルズ | ワシントン・ナショナルズ | ワシントン・ナショナルズ                                                                                  |
| -------------------------- | -------------------------- | -------------------------- | -------------------------- | --- | ------------------------ | ------------------------ | ------------------------ | ------------------------ | --- |
| 打順                       | 守備                       | 選手                       | 打席                       | J・フレアティY・モリーナP・ゴールド · シュミットK・ウォンT・エドマンP・デヨングM・オズナD・ファウラーJ・マルティネス | 打順                     | 守備                     | 選手                     | 打席                     | S・ストラスバーグK・スズキR・ジマーマンH・ケンドリックA・レンドンT・ターナーJ・ソトV・ロブレスA・イートン |
| 1                          | 中                         | D・ファウラー              | 両                         | J・フレアティY・モリーナP・ゴールド · シュミットK・ウォンT・エドマンP・デヨングM・オズナD・ファウラーJ・マルティネス | 1                        | 遊                       | T・ターナー              | 右                       | S・ストラスバーグK・スズキR・ジマーマンH・ケンドリックA・レンドンT・ターナーJ・ソトV・ロブレスA・イートン |
| 2                          | 二                         | K・ウォン                  | 左                         | J・フレアティY・モリーナP・ゴールド · シュミットK・ウォンT・エドマンP・デヨングM・オズナD・ファウラーJ・マルティネス | 2                        | 右                       | A・イートン              | 左                       | S・ストラスバーグK・スズキR・ジマーマンH・ケンドリックA・レンドンT・ターナーJ・ソトV・ロブレスA・イートン |
| 3                          | 一                         | P・ゴールドシュミット      | 右                         | J・フレアティY・モリーナP・ゴールド · シュミットK・ウォンT・エドマンP・デヨングM・オズナD・ファウラーJ・マルティネス | 3                        | 三                       | A・レンドン              | 右                       | S・ストラスバーグK・スズキR・ジマーマンH・ケンドリックA・レンドンT・ターナーJ・ソトV・ロブレスA・イートン |
| 4                          | 左                         | M・オズナ                  | 右                         | J・フレアティY・モリーナP・ゴールド · シュミットK・ウォンT・エドマンP・デヨングM・オズナD・ファウラーJ・マルティネス | 4                        | 左                       | J・ソト                  | 左                       | S・ストラスバーグK・スズキR・ジマーマンH・ケンドリックA・レンドンT・ターナーJ・ソトV・ロブレスA・イートン |
| 5                          | 右                         | J・マルティネス            | 右                         | J・フレアティY・モリーナP・ゴールド · シュミットK・ウォンT・エドマンP・デヨングM・オズナD・ファウラーJ・マルティネス | 5                        | 二                       | H・ケンドリック          | 右                       | S・ストラスバーグK・スズキR・ジマーマンH・ケンドリックA・レンドンT・ターナーJ・ソトV・ロブレスA・イートン |
| 6                          | 捕                         | Y・モリーナ                | 右                         | J・フレアティY・モリーナP・ゴールド · シュミットK・ウォンT・エドマンP・デヨングM・オズナD・ファウラーJ・マルティネス | 6                        | 一                       | R・ジマーマン            | 右                       | S・ストラスバーグK・スズキR・ジマーマンH・ケンドリックA・レンドンT・ターナーJ・ソトV・ロブレスA・イートン |
| 7                          | 三                         | T・エドマン                | 両                         | J・フレアティY・モリーナP・ゴールド · シュミットK・ウォンT・エドマンP・デヨングM・オズナD・ファウラーJ・マルティネス | 7                        | 捕                       | K・スズキ                | 右                       | S・ストラスバーグK・スズキR・ジマーマンH・ケンドリックA・レンドンT・ターナーJ・ソトV・ロブレスA・イートン |
| 8                          | 遊                         | P・デヨング                | 右                         | J・フレアティY・モリーナP・ゴールド · シュミットK・ウォンT・エドマンP・デヨングM・オズナD・ファウラーJ・マルティネス | 8                        | 中                       | V・ロブレス              | 右                       | S・ストラスバーグK・スズキR・ジマーマンH・ケンドリックA・レンドンT・ターナーJ・ソトV・ロブレスA・イートン |
| 9                          | 投                         | J・フレアティ              | 右                         | J・フレアティY・モリーナP・ゴールド · シュミットK・ウォンT・エドマンP・デヨングM・オズナD・ファウラーJ・マルティネス | 9                        | 投                       | S・ストラスバーグ        | 右                       | S・ストラスバーグK・スズキR・ジマーマンH・ケンドリックA・レンドンT・ターナーJ・ソトV・ロブレスA・イートン |
| 先発投手                   | 先発投手                   | 先発投手                   | 投球                       | J・フレアティY・モリーナP・ゴールド · シュミットK・ウォンT・エドマンP・デヨングM・オズナD・ファウラーJ・マルティネス | 先発投手                 | 先発投手                 | 先発投手                 | 投球                     | S・ストラスバーグK・スズキR・ジマーマンH・ケンドリックA・レンドンT・ターナーJ・ソトV・ロブレスA・イートン |
| J・フレアティ              | J・フレアティ              | J・フレアティ              | 右                         | J・フレアティY・モリーナP・ゴールド · シュミットK・ウォンT・エドマンP・デヨングM・オズナD・ファウラーJ・マルティネス | S・ストラスバーグ        | S・ストラスバーグ        | S・ストラスバーグ        | 右                       | S・ストラスバーグK・スズキR・ジマーマンH・ケンドリックA・レンドンT・ターナーJ・ソトV・ロブレスA・イートン |

### 第4戦 10月15日
- ナショナルズ・パーク（ワシントンD.C.）

|                            | 1 | 2 | 3 | 4 | 5 | 6 | 7 | 8 | 9 | R | H | E |
| -------------------------- | - | - | - | - | - | - | - | - | - | - | - | - |
| セントルイス・カージナルス | 0 | 0 | 0 | 1 | 3 | 0 | 0 | 0 | 0 | 4 | 5 | 1 |
| ワシントン・ナショナルズ   | 7 | 0 | 0 | 0 | 0 | 0 | 0 | 0 | X | 7 | 9 | 0 |

1. 勝利：パトリック・コービン（1勝）
2. セーブ：ダニエル・ハドソン（2S）
3. 敗戦：ダコタ・ハドソン（1敗）
4. 本塁打
STL：ヤディアー・モリーナ1号ソロ
5. 審判
［球審］フィル・クッツィ
［塁審］一塁: チャド・フェアチャイルド、二塁: フィールディン・カルブレス、三塁: クリス・グッチオーネ
［外審］左翼: クリス・コンロイ、右翼: ビル・ミラー
6. 試合開始時刻: 東部夏時間（UTC-4）午後8時6分  試合時間: 3時間2分  観客: 4万3976人  気温: 64°F（17.8°C）
詳細: MLB.com Gameday / ESPN.com / Baseball-Reference.com / Fangraphs

| セントルイス・カージナルス | セントルイス・カージナルス | セントルイス・カージナルス | セントルイス・カージナルス | セントルイス・カージナルス                                                                                         | ワシントン・ナショナルズ | ワシントン・ナショナルズ | ワシントン・ナショナルズ | ワシントン・ナショナルズ | ワシントン・ナショナルズ                                                                              |
| -------------------------- | -------------------------- | -------------------------- | -------------------------- | --- | ------------------------ | ------------------------ | ------------------------ | ------------------------ | --- |
| 打順                       | 守備                       | 選手                       | 打席                       | Dak・ハドソンY・モリーナP・ゴールド · シュミットK・ウォンT・エドマンP・デヨングM・オズナH・ベイダーJ・マルティネス | 打順                     | 守備                     | 選手                     | 打席                     | P・コービンY・ゴームズR・ジマーマンH・ケンドリックA・レンドンT・ターナーJ・ソトV・ロブレスA・イートン |
| 1                          | 三                         | T・エドマン                | 両                         | Dak・ハドソンY・モリーナP・ゴールド · シュミットK・ウォンT・エドマンP・デヨングM・オズナH・ベイダーJ・マルティネス | 1                        | 遊                       | T・ターナー              | 右                       | P・コービンY・ゴームズR・ジマーマンH・ケンドリックA・レンドンT・ターナーJ・ソトV・ロブレスA・イートン |
| 2                          | 右                         | J・マルティネス            | 右                         | Dak・ハドソンY・モリーナP・ゴールド · シュミットK・ウォンT・エドマンP・デヨングM・オズナH・ベイダーJ・マルティネス | 2                        | 右                       | A・イートン              | 左                       | P・コービンY・ゴームズR・ジマーマンH・ケンドリックA・レンドンT・ターナーJ・ソトV・ロブレスA・イートン |
| 3                          | 一                         | P・ゴールドシュミット      | 右                         | Dak・ハドソンY・モリーナP・ゴールド · シュミットK・ウォンT・エドマンP・デヨングM・オズナH・ベイダーJ・マルティネス | 3                        | 三                       | A・レンドン              | 右                       | P・コービンY・ゴームズR・ジマーマンH・ケンドリックA・レンドンT・ターナーJ・ソトV・ロブレスA・イートン |
| 4                          | 左                         | M・オズナ                  | 右                         | Dak・ハドソンY・モリーナP・ゴールド · シュミットK・ウォンT・エドマンP・デヨングM・オズナH・ベイダーJ・マルティネス | 4                        | 左                       | J・ソト                  | 左                       | P・コービンY・ゴームズR・ジマーマンH・ケンドリックA・レンドンT・ターナーJ・ソトV・ロブレスA・イートン |
| 5                          | 捕                         | Y・モリーナ                | 右                         | Dak・ハドソンY・モリーナP・ゴールド · シュミットK・ウォンT・エドマンP・デヨングM・オズナH・ベイダーJ・マルティネス | 5                        | 二                       | H・ケンドリック          | 右                       | P・コービンY・ゴームズR・ジマーマンH・ケンドリックA・レンドンT・ターナーJ・ソトV・ロブレスA・イートン |
| 6                          | 遊                         | P・デヨング                | 右                         | Dak・ハドソンY・モリーナP・ゴールド · シュミットK・ウォンT・エドマンP・デヨングM・オズナH・ベイダーJ・マルティネス | 6                        | 一                       | R・ジマーマン            | 右                       | P・コービンY・ゴームズR・ジマーマンH・ケンドリックA・レンドンT・ターナーJ・ソトV・ロブレスA・イートン |
| 7                          | 中                         | H・ベイダー                | 右                         | Dak・ハドソンY・モリーナP・ゴールド · シュミットK・ウォンT・エドマンP・デヨングM・オズナH・ベイダーJ・マルティネス | 7                        | 中                       | V・ロブレス              | 右                       | P・コービンY・ゴームズR・ジマーマンH・ケンドリックA・レンドンT・ターナーJ・ソトV・ロブレスA・イートン |
| 8                          | 二                         | K・ウォン                  | 左                         | Dak・ハドソンY・モリーナP・ゴールド · シュミットK・ウォンT・エドマンP・デヨングM・オズナH・ベイダーJ・マルティネス | 8                        | 捕                       | Y・ゴームズ              | 右                       | P・コービンY・ゴームズR・ジマーマンH・ケンドリックA・レンドンT・ターナーJ・ソトV・ロブレスA・イートン |
| 9                          | 投                         | Dak・ハドソン              | 右                         | Dak・ハドソンY・モリーナP・ゴールド · シュミットK・ウォンT・エドマンP・デヨングM・オズナH・ベイダーJ・マルティネス | 9                        | 投                       | P・コービン              | 左                       | P・コービンY・ゴームズR・ジマーマンH・ケンドリックA・レンドンT・ターナーJ・ソトV・ロブレスA・イートン |
| 先発投手                   | 先発投手                   | 先発投手                   | 投球                       | Dak・ハドソンY・モリーナP・ゴールド · シュミットK・ウォンT・エドマンP・デヨングM・オズナH・ベイダーJ・マルティネス | 先発投手                 | 先発投手                 | 先発投手                 | 投球                     | P・コービンY・ゴームズR・ジマーマンH・ケンドリックA・レンドンT・ターナーJ・ソトV・ロブレスA・イートン |
| Dak・ハドソン              | Dak・ハドソン              | Dak・ハドソン              | 右                         | Dak・ハドソンY・モリーナP・ゴールド · シュミットK・ウォンT・エドマンP・デヨングM・オズナH・ベイダーJ・マルティネス | P・コービン              | P・コービン              | P・コービン              | 左                       | P・コービンY・ゴームズR・ジマーマンH・ケンドリックA・レンドンT・ターナーJ・ソトV・ロブレスA・イートン |